# La regina d'inverno

La regina d'inverno (in originale: Азазель, traslitterato Azazel') è un giallo storico di Boris Akunin, il primo della serie basata sull'investigatore di polizia Erast Petrovič Fandorin.

## Storia editoriale
Pubblicato nel 1988, il libro è stato tradotto in molte lingue, tra le quali l'estone, il polacco, lo spagnolo, il finlandese, l'ebraico, il portoghese. Per la traduzione in francese Azazel ha vinto il Prix Mistère de la critique, edizione 2002; nel 2003, la versione in inglese The Winter Queen ha ottenuto il Silver Dagger.

## Trama
Mosca 1876: un giovane si uccide con un colpo di pistola in un giardino pubblico. La polizia sottovaluta l'importanza del caso, ma un giovanissimo poliziotto, Fandorin, convince il suo superiore Grušin che ci siano alcuni punti da chiarire, come ad esempio chi è l'erede del suicida, ricchissimo e senza parenti stretti. Con licenza di Grušin, Fandorin scopre un testamento in favore di una mecenate inglese, tale lady Esther, fondatrice di orfanotrofi modello, uno dei quali si trova in città. Un'altra scoperta di Fandorin è che, accanto a Kokorin (il giovane suicida), c'era anche uno studente, identificato come Nikolaj Stepanovič Achtyrzev, nipote di un principe e altrettanto ricco. Trovato Achtyrzev, Fandorin appura che questi e Kokorin si erano sfidati al suicidio (secondo le regole di una sfida americana) e ciascuno dei due aveva redatto lo stesso testamento.
Ma Achtyrzev e Fandorin sono avvicinati da un uomo che, estratto un coltello e profferita la parola "Azazel", uccide il primo e ferisce l'altro, che si salva solo per caso. Grušin decide allora di avvertire degli eventi un funzionario più elevato di rango: Brilliant. Quando questi conosce Fandorin, lo invia in missioni delicatissime e da compiersi in borghese. Prima di tutto dovrà indagare su una donna molto bella e misteriosa, Amalia, della quale i due giovani erano innamorati. L'idea di Brilliant è che la donna sia esponente di un gruppo nichilista. In effetti, l'uomo che ha tentato di uccidere Fandorin è il suo maggiordomo ed è un inglese. Eppure Fandorin è convinto che si dovrebbe indagare di più su lady Esther, benché i suoi superiori scartino questa eventualità.
Le indagini di Fandorin portano fino a Londra, dove ritrova Amalia e il conte Zurov. Quest'ultimo, da rivale, è divenuto amico e aiuta Fandorin che rischia più volte di essere ucciso; tra l'altro si scopre che Pyžov, il contatto segreto di Fandorin con Brilliant, è in realtà un uomo della strana setta e non esita a tradire Fandorin. Eppure Erast riesce a inviare preziosi documenti a Pietroburgo e anticipare gli avversari, avvertendo Brilliant. Quando ha finalmente il tempo di riflettere, Fandorin si accorge che le persone segnalate dai documenti cifrati sono tutte senza passato. Lo stesso vale per Brilliant. Quanto ad Amalia, nessuno sa da dove venga e dove sia finita. Queste considerazioni portano a lady Esther, benefattrice di orfani. Però, al momento di interrogare lei e il suo vice Cunningham, a sorpresa, Brilliant uccide l'inglese con l'intenzione di far ricadere la colpa su Fandorin. Fortunato come sempre, Erast ha la meglio sul pericoloso avversario e lo lascia esanime nel giardino dell'orfanotrofio.
Il confronto con lady Esther è molto rischioso perché Fandorin ha trascurato di avvertire il superiore Mizinov delle sue intenzioni. La donna non esita a raccontare che la sua opera è di educare trovatelli secondo le loro propensioni, al fine di dominare l'umanità. Fino ad allora i suoi piani erano riusciti, dato il grande progresso scientifico raggiunto: ora si doveva mettere al posto giusto ministri, generali e altri uomini di potere. Ognuno di loro è un Azazel che, spiega lady Esther, non è un demone, ma un benefattore dell'umanità. La confessione della donna è fatta nella convinzione che riuscirà a sopraffare Fandorin, ma, convinta dal ragazzo che non potrà sfuggire alla giustizia, lo lascia andare libero prima di annientarsi con una strana bomba, convinta che la sua missione non morirà con lei.

## Personaggi
- Erast Petrovič Fandorin, vent'anni, giovane funzionario di polizia.
- Ksaverij Feofilaktovič Grušin, primo superiore di Fandorin.
- Ivan Franzevič Brilling, successivo superiore di Fandorin.
- Lavrentij Arkadevič Mizinov, superiore di Brilling.
- baronessa Margaret Esther, benefattrice inglese, ha fondato alcuni orfanotrofi chiamati esthernati.
- Gerald Cunningham, braccio destro di Lady Esther.
- Petr Aleksandrovič Kokorin, 23 anni, giovane molto ricco.
- Nikolaj Stepanovič Achtyrzev, 23 anni, compagno di studi e rivale di Kokorin, molto ricco.
- Amalia Kazimirovna Bežezkaja, donna misteriosa e seduttrice.
- Morbid, fedele domestico di Amalia.
- Ippolit Aleksandrovič Zurov (conte), uno degli innamorati della Bežezkaja.
- Porfirij Martynovič Pyžov corrispondente di Fandorin a Londra.
- Elizaveta von Evert-Kolokolzev (o Lizanka), 17 anni, figlia di un generale.
- Emma Pful, governante di Elizaveta.

## Opere derivate
- Nel 2002 è stata presentata la miniserie televisiva Azazel, diretta da Aleksandr Adabashyan, con Ilya Noskov nel ruolo di Fandorin; la colonna sonora è costituita di musiche di Čajkovskij e liriche di Puškin[10][11].
- Nel 2023 è presentata la nuova serie televisiva Fandorin. Azazel, a cui collabora Akunin, diretta da Nurbek Egen, con Vladislav Tiron nel ruolo di Fandorin[12][13].

## Edizioni in italiano
- Boris Akunin, La regina d'inverno, traduzione di Pia Pera, Milano: Frassinelli, 2000
- Boris Akunin, La regina d'inverno, traduzione di Pia Pera, Milano: Sperling & Kupfer, 2004
- Boris Akunin, La regina d'inverno, traduzione di Pia Pera, Milano: Frassinelli, 2007